# Билер, Паскаль
Паскаль Би́лер (нем. Pascal Bieler; 26 февраля 1986, Западный Берлин) — немецкий футболист, защитник; тренер.

## Карьера
Первой командой Паскаля была берлинская команда «Тигель», с которой он занимался до 13 лет. В 1999 году его заприметила «Герта», с которой в скором времени он стал тренироваться. В 2004 году был заявлен за вторую команду «Герты» в которой сыграл 64 матча и забил 3 мяча. Вскоре его стали подключать к занятиям с основной командой. Заиграть сразу же он не смог, и в 2006 году его отдали в аренду в команду «Рот-Вайсс» из города Эссен. За них он сыграл 33 матча.
После аренды он вернулся в «Герту» и в чемпионате Германии 2007/2008 сыграл 6 матчей, выйдя всего в одном матче в основе и проведя в общей сложности на поле 134 минуты. Успел также и отметится жёлтой карточкой в матче 29 тура против «Гамбурга». Дебют же состоялся 2 февраля 2008 года и пришёлся на матч 18 тура против франкфуртского «Айнтрахта». Перед матчем у «Герты» сложилась плохая ситуация с защитниками и пришлось выпускать Паскаля. Первый блин вышел комом, «Герта» проиграла 0:3 при непосредственных ошибках защитника.
Перед сезоном 2008/09 годов покинул «Герту» и пополнил состав «Нюрнберга».